# Жеребковский
Жеребко́вский — хутор в Миллеровском районе Ростовской области. Входит в Сулинское сельское поселение.

## География
На хуторе имеется одна улица: Свободы.

## История
В 1925 году в Мальчевско-Полненском районе числился хутор Жеребков (Сулинский сельский совет). Находился он в двух верстах от посёлка Сулин. Там было 9 дворов, жителей — 31 мужчин и 19 женщин..

## Население
| 2010 |
| ---- |
| 72   |

## Достопримечательности
Территория Ростовской области была заселена ещё в эпоху неолита. Люди, живущие на древних стоянках и поселениях у рек, занимались в основном собирательством и рыболовством. Степь для скотоводов всех времён была бескрайним пастбищем для домашнего рогатого скота. От тех времен осталось множество курганов с захоронениями жителей этих мест. Курганы и курганные группы находятся на государственной охране.
Поблизости от территории хутора Жеребковский Миллеровского района расположено несколько достопримечательностей — памятников археологии. Они охраняются в соответствии с Федеральным законом от 25.06.2002 N 73-ФЗ «Об объектах культурного наследия (памятниках истории и культуры) народов Российской Федерации», Областным законом от 22.10.2004 N 178-ЗС «Об объектах культурного наследия (памятниках истории и культуры) в Ростовской области», Постановлением Главы администрации РО от 21.02.97 N 51 о принятии на государственную охрану памятников истории и культуры Ростовской области и мерах по их охране и др.
- Курганная группа «Жеребковский I» из 7 курганов. Находится на расстоянии около одного километра к северу от поселка Жеребковский.
- Курганная группа «Жеребковский II» из 4 курганов. Находится на расстоянии около 350 метров к западу от поселка Жеребковский.
- Курганная группа «Жеребковский III» из 3 курганов. Находится на расстоянии около 300 метров к югу от поселка Жеребковский.
- Курганная группа «Жеребковский IV» из 3 курганов. Находится на расстоянии около 1,1 км к востоку от поселка Жеребковский[4].